# Архимович, Зиновий Алоизиевич
Зиновий Алоизиевич Архимович (1858—1938) — киевский педагог, директор Коллегии Павла Галагана в 1906—1911 годах.

## Биография
В 1886 году окончил физико-математический факультет Университета Св. Владимира со степенью кандидата.
По окончании университета был определен штатным преподавателем математики в Новозыбковскую женскую гимназию, а в 1887 году — в Новозыбковское реальное училище, где состоял также секретарем педагогического совета. В 1895 году был назначен воспитателем и преподавателем математики в Коллегию Павла Галагана в Киеве. 28 августа 1906 года назначен директором коллегии, в каковой должности оставался до 1911 года, когда вышел в отставку. Одновременно состоял председателем педагогических советов женских гимназий О. Ф. Плетневой (1904—1911) и А. В. Жекулиной (1905—1907). Был председателем киевского Союза учителей.
Умер в 1938 году. Похоронен на Лукьяновском кладбище. Был женат, имел троих сыновей, один из них — Александр (1892—1984), ботаник.

## Публикации
- Н. И. Лобачевский и основания его геометрической системы. — Киев, 1895.
- Учебный отдел на Парижской выставке. — Киев, 1900.
- XI съезд русских естествоиспытателей и врачей в Петербурге. — Киев, 1902